# Kit Premier League 2011-2012
La Kit Premier League 2011-2012 è stata la 28ª edizione della massima competizione nazionale per club dello Sri Lanka, la squadra campione in carica è il Don Bosco.

## Squadre partecipanti
- Air Force
- Army
- Blue Star (Kalutara)
- Don Bosco (Negombo) (Champions)
- Java Lane (Colombo)
- Nandimithra
- New Young (Wennapuwa)
- Police
- Ratnam (Kotahena)
- Renown
- Saunders (Petta)
- SL Navy

## Classifica
|                      | Pos. | Squadra     | Pt | G  | V  | N  | P  | GF | GS | DR  |
| -------------------- | ---- | ----------- | -- | -- | -- | -- | -- | -- | -- | --- |
| Sri Lanka (bandiera) | 1.   | Ratnam      | 47 | 22 | 15 | 2  | 5  | 37 | 20 | +17 |
|                      | 2.   | Army        | 42 | 22 | 11 | 9  | 2  | 31 | 15 | +16 |
|                      | 3.   | SL Navy     | 41 | 22 | 12 | 5  | 5  | 31 | 12 | +19 |
|                      | 4.   | Don Bosco   | 37 | 22 | 10 | 7  | 5  | 27 | 20 | +7  |
|                      | 5.   | Renown      | 31 | 22 | 8  | 7  | 7  | 28 | 25 | +3  |
|                      | 6.   | Air Force   | 31 | 22 | 7  | 10 | 5  | 24 | 20 | +4  |
|                      | 7.   | Police      | 30 | 22 | 7  | 9  | 6  | 23 | 21 | +2  |
|                      | 8.   | Blue Star   | 23 | 22 | 7  | 2  | 13 | 23 | 32 | -9  |
|                      | 9.   | Saunders    | 22 | 22 | 4  | 10 | 8  | 18 | 21 | -3  |
|                      | 10.  | New Young   | 17 | 22 | 3  | 8  | 11 | 22 | 42 | -20 |
|                      | 11.  | Nandimithra | 17 | 22 | 3  | 8  | 11 | 19 | 44 | -25 |
|                      | 12.  | Java Lane   | 15 | 22 | 2  | 9  | 11 | 16 | 27 | -11 |

Legenda:

      Campione dello Sri Lanka 2011-2012, ammessa alla Coppa del Presidente dell'AFC 2012
      Retrocesse in Kit Premier League Division I 2012-2013
Note:

Tre punti a vittoria, uno a pareggio, zero a sconfitta.